# Campeonato Mundial de Biatlón de 1965
El VI Campeonato Mundial de Biatlón se celebró en la localidad de Elverum (Noruega) el 20 de febrero de 1965 bajo la organización de la Unión Internacional de Biatlón (IBU) y la Federación Noruega de Biatlón. 

## Resultados

### Masculino
| Evento                   | Oro                                                             | Plata                                                          | Bronce                                                                              |
| ------------------------ | --------------------------------------------------------------- | -------------------------------------------------------------- | ----------------------------------------------------------------------------------- |
| 20 km individual (20.02) | Olav Jordet · Noruega · 1:23:34,9                               | Nikolai Puzanov URSS 1:23:57,0                                 | Antti Tyrväinen · Finlandia · 1:23:57,6                                             |
| Equipo (20.02)           | Noruega · Olav Jordet · Ola Wærhaug · Ivar Nordkild · 4:18:00,9 | URSS Nikolai Puzanov Vladimir Melanin Vasili Makarov 4:20:49,6 | Polonia · Stanisław Szczepaniak · Józef Rubiś · Józef Gąsienica-Sobczak · 4:25:12,9 |

1. ↑  La prueba por equipo consistió en la suma de los tiempos de los tres biatletas de cada país que participaron en la prueba individual.

## Medallero
| Núm. | País      | Oro | Plata | Bronce | Total |
| ---- | --------- | --- | ----- | ------ | ----- |
| 1    | Noruega   | 2   | 0     | 0      | 2     |
| 2    | URSS      | 0   | 2     | 0      | 2     |
| 3    | Finlandia | 0   | 0     | 1      | 1     |
| 3    | Polonia   | 0   | 0     | 1      | 1     |
|      | TOTAL     | 2   | 2     | 2      | 6     |